# 細尾杜父魚
細尾杜父魚為輻鰭魚綱鮋形目杜父魚亞目杜父魚科的其中一種。分布於美國奧勒岡州克拉瑪斯河流域的上游河川，為底棲性魚類，喜棲息在沙泥底質的淡水水域，體長可達9公分。

## 扩展阅读
維基物種上的相關：細尾杜父魚